# Gustav Heinemann
Gustav Walter Heinemann (Schwelm, Prússia, 23 de juliol de 1899 - Essen, 7 de juliol de 1976) fou un polític alemany. Fou ministre d'interior des de 1949 fins a 1950, ministre de justícia des de 1966 fins a 1969 i president federal d'Alemanya Occidental de 1969 a 1974. Fou conegut per simpatitzar amb les protestes estudiantils de 1968.
Durant la República de Weimar Heinemann va estar vinculat amb cercles polítics protestants. En finalitzar la Segona Guerra Mundial va participar en la fundació de la CDU i va ser escollit alcalde de la ciutat d'Essen. Gustav Heinemann va ser designat ministre de l'interior en el primer gabinet de Konrad Adenauer. El 1950 va abandonar el govern el 1952 per a fundar el Partit Popular Panalemany (GVP) al costat d'Helene Wessel i altres membres de la CDU i del Partit Centrista Alemany. Finalment, Gustav Heinemann es va unir, el 1957 al costat d'altres membres del GVP, al Partit Socialdemòcrata d'Alemanya. Durant el període de la gran coalició (1966-1969) va ocupar el càrrec de ministre de justícia en el govern federal. El 1969 es va convertir en el primer president socialdemòcrata de la República Federal d'Alemanya, càrrec que va ocupar fins a 1974 a l'expirar el seu mandat.

## Família
La seva filla, Uta Ranke-Heinemann, va destacar per diverses raons: va ser la primera dona que va tenir com a alumna l'institut 'Burggymnasium' d'Essen, en què va acabar la seva batxiller amb 'matrícula', cosa que no havia passat en 30 anys; va ser la primera dona a obtenir un doctorat en Teologia Catòlica, a la Universitat de Múnic el 1954; i va ser també la primera dona en obtenir una càtedra a la Universitat d'Essen: la càtedra de Nou Testament i Història de l'Església Antiga. A més ha estat famosa per algunes de les seves obres publicades, com "Eunucs pel regne del cel" i "No i amén".